# Мокроусов, Иван Тимофеевич
Иван Тимофеевич Мокроусов (20 августа 1919, Рахмановка, Пензенская губерния — 10 ноябрь 1972, хутор Сухой, Ростовская область) — красноармеец, участник Великой Отечественной войны, Герой Советского Союза.

## Биография
Иван Тимофеевич Мокроусов родился 20 августа 1919 в селе Рахмановка Пензенской губернии в русской крестьянской семье. Окончил в родном селе начальную школу, на стене которой в память о нём установлена мемориальная доска. В 1940 году призван в ряды Красной армии.
Мокроусов попал на фронт в первые дни войны — в июне 1941 года. Воевал автоматчиком на Донском фронте (с февраля 1943 — Центральный фронт) в составе 114-го гвардейского стрелкового полка 37-й гвардейской стрелковой дивизии 65-й армии. В том же 1943 году вступил в Коммунистическую партию.
Подвиг

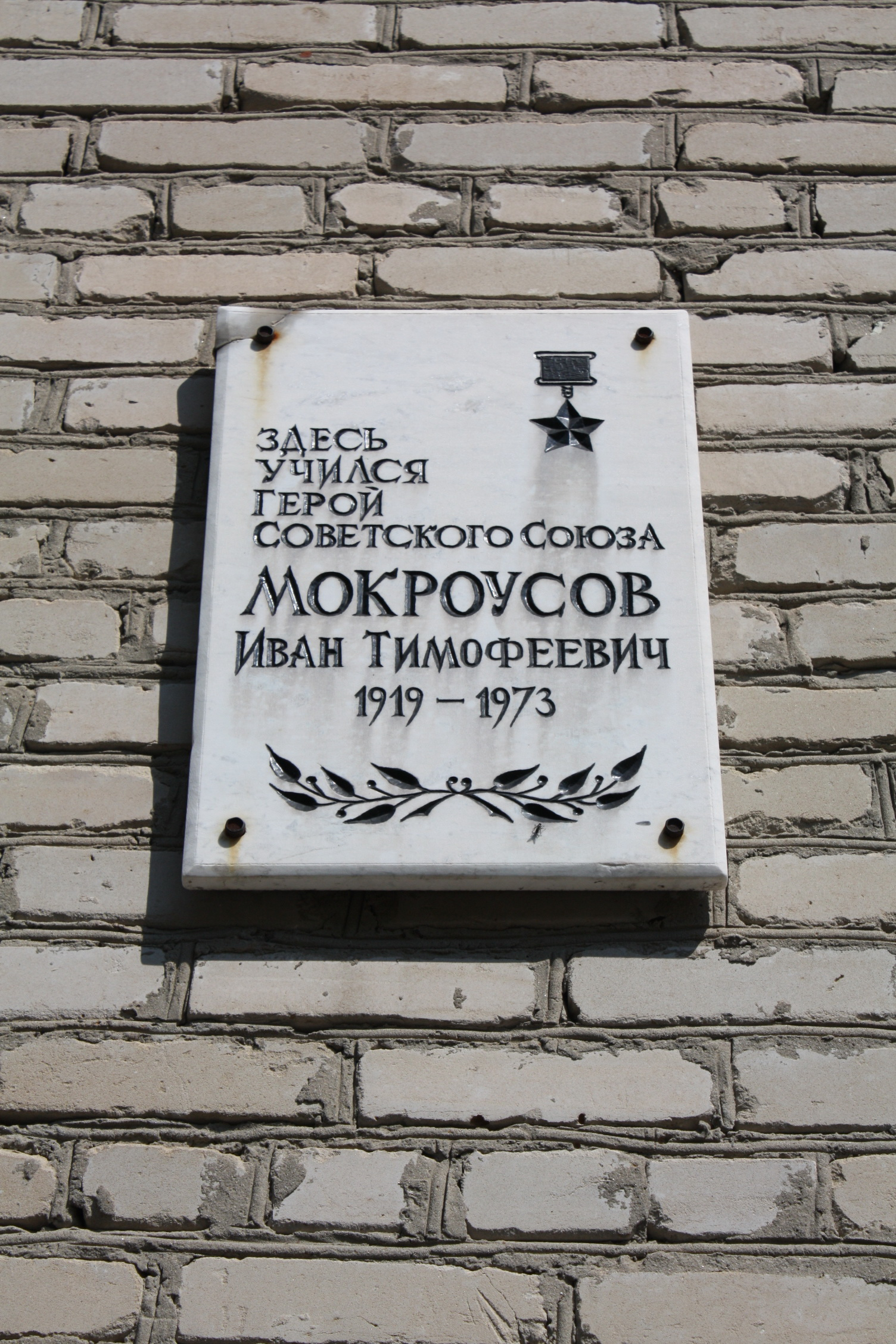
Мемориальная доска И. Т. Мокроусову на стене рахмановской школы.

Подвиг, за который Мокроусов был удостоен звания Героя Советского Союза, совершён в ночь на 12 сентября 1943 близ города Новгород-Северский Черниговской области УССР при форсировании реки Десны. Вырвавшись вперёд, Мокроусов гранатами забросал вражеские окопы и, вступив в рукопашную схватку с немецкими солдатами, был ранен. Оставшись в строю, Мокроусов продолжил отбивать контратаки противника.
Указом Президиума Верховного Совета СССР «О присвоении звания Героя Советского Союза генералам, офицерскому, сержантскому и рядовому составу Красной Армии» от 15 января 1944 года за «образцовое выполнение боевых заданий командования на фронте борьбы с немецкими захватчиками и проявленными при этом отвагу и геройство» с вручением ордена Ленина и медали «Золотая Звезда» (медаль № 1673).
По окончании Великой Отечественной войны И. Т. Мокроусов был демобилизован и в 1952  году поступил в совхоз «Суховский» Пролетарского района Ростовской области механизатором. Скончался 10 ноября 1972 года. Похоронен в Ростовской области на хуторе Сухой.